# Lieutenant du duché d'Aquitaine
Le Lieutenant du duché d’Aquitaine est un officier chargé de gouverner le duché d’Aquitaine, fief du roi d’Angleterre de 1154 à 1453.
Contrairement à la sénéchaussée de Gascogne, la lieutenance n'est pas un office permanent. Les lieutenants sont nommés en cas d'urgence, en raison d'une menace externe ou de troubles internes. Ils disposent d'une autorité quasi vice-royale et sont donc des hommes de haut rang, généralement anglais et souvent membres de la famille royale.

## Liste des Lieutenants
- 1248-1254 Simon de Montfort[1]
- 1269-1270 Roger de Leybourne[1]
- 1272 Thomas de Clare[1]
- 1278 Othon Ier de Grandson conjointement avec Robert Burnell[2], évêque de Bath et de Wells[3]
- 1287-1288 William Middleton, évêque de Norwich[3], également sénéchal[2]
- 1289 Maurice V de Craon[4]
- 1293-1294 John St John, simultanément sénéchal[1]
- 1294 le comte de Richmond Jean de Bretagne[2]
- 1295-1296 le prince Edmond de Lancaster, décédé en 1296[1]
- 1296-1297 Henry de Lacy, comte de Lincoln, lieutenant par intérim en 1295[1]
- 1298-1299 Guy Ferre[2], devient ensuite sénéchal de Gascogne[3]
- 1299-1302 Barrau de Sescas conjointement avec Pey-Arnaut de Vic[2]
- 1302-1304 puis 1309–11 le baron John Hastings, également sénéchal[1],[2]
- 1310-1311 à nouveau le comte de Richmond Jean de Bretagne[2]
- 1312 John de Ferrers (1er baron Ferrers de Chartley), également sénéchal, mort en poste[2]
- 1312-1313 Étienne Fériol ou Estebe Ferreol, seigneur de Tonneins[3], également sénéchal[2]
- 1324-1325 Edmond de Woodstock, comte de Kent[1]
- 1338-1341 Bernard Ezi V d'Albret conjointement avec (1) Oliver Ingham (également sénéchal) puis avec (2) Hugues de Genève[2], seigneur de Varey et Anthon[3],[5]
- 1344 Richard FitzAlan, comte d'Arundel conjointement avec Henri de Grosmont[1], comte de Derby[3]
- 1345-1347 et 1349 Henri de Grosmont, seul[1]
- 1352-1355 Ralph de Stafford[1]
- 1355-1357 Édouard de Woodstock dit le Prince Noir, futur Prince d'Aquitaine (1362–72)[1]
- 1360-1362 John Chandos[2]
- 1370-1371 Jean de Gand, futur duc d'Aquitaine (1390-1399)[1]
- 1372 Jean de Hastings, comte de Pembroke[1]
- 1378-1381 John Neville (3e baron Neville)[1]
- 1388-1389 Jean de Gand (à nouveau)[1]
- 1394-1398 Henry « Hotspur » Percy[1]
- 1398 Jean Beaufort, comte de Somerset[1]
- 1401-1403 Édouard d'York[1], comte de Rutland[3]
- 1412-1413 le prince Thomas de Lancastre, duc de Clarence[1]
- 1413 Thomas Beaufort[1], comte de Dorset[3]
- 1439-1440 Jean Holland, duc d'Exeter[1]
- 1443 Jean Beaufort, duc de Somerset, ne prend pas ses fonctions[1]
- 1452-1453 le connétable John Talbot[1]
- 1453 William Bonville[2] ou Bonneville de Chewton, nommé deux mois après la mort de Talbot à Castillon, il ne peut rejoindre son poste[3].